# Save Mart Center
Save Mart Center is een indoor arena, op de campus van California State University - Fresno in de stad Fresno, in Californië. Het is de thuisarena voor de basketbalploeg Fresno State Bulldogs. 
Van 2003 tot 2008 speelde de ijshockeyploeg Fresno Falcons in de arena. 
In de arena vonden ook al verschillende concerten plaats. Andrea Bocelli speelde als eerst in de arena. Daarna volgden nog honderden concerten van o.a. Justin Bieber, Ariana Grande, Taylor Swift, Bruno Mars, Foo Fighters, Pearl Jam en Metallica. 